# Rogatica
Rogatica (in serbo Рогатица) è un comune della Repubblica Serba di Bosnia ed Erzegovina di con 11.603 abitanti al censimento 2013.